# Ferraria

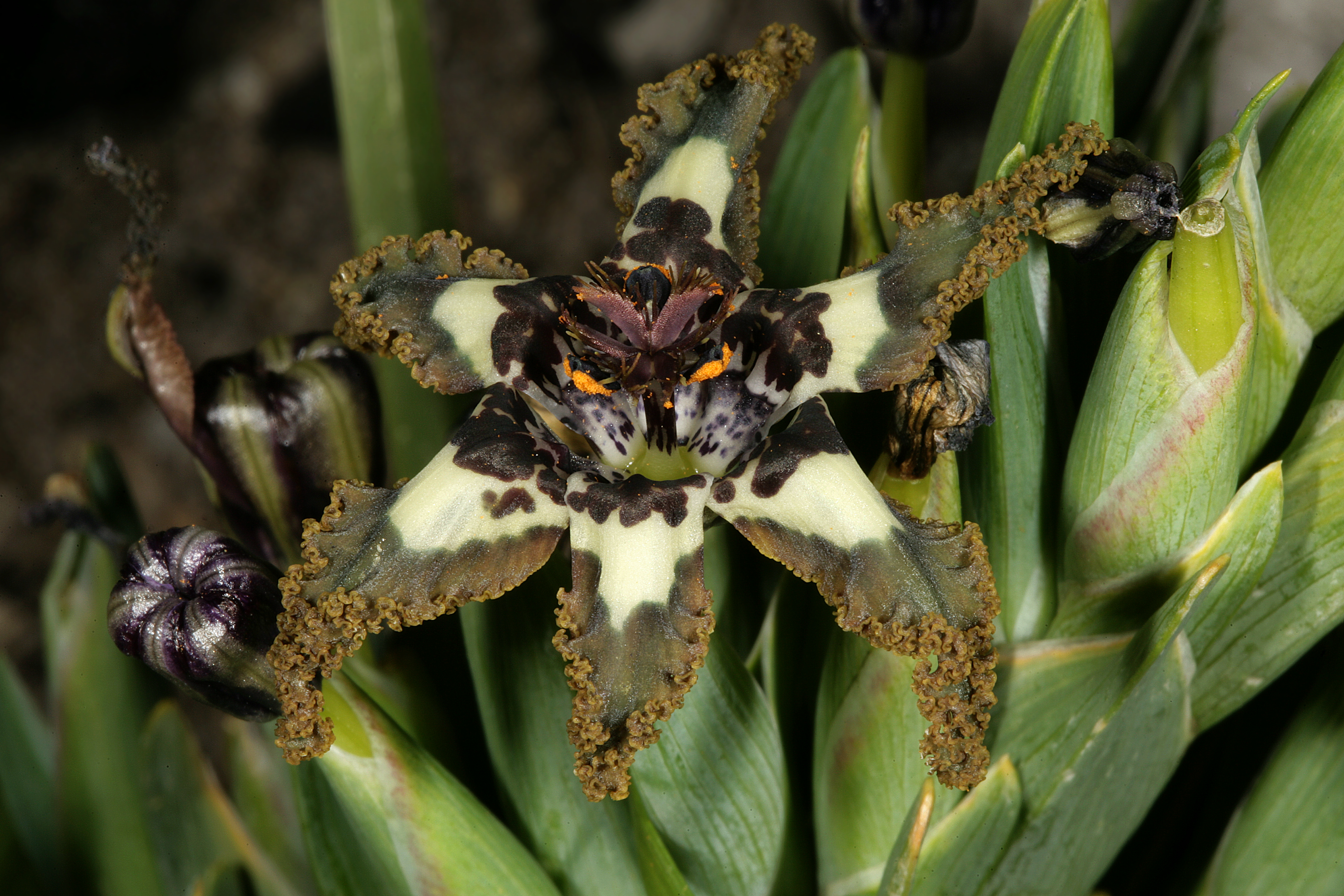
Ferraria crispa

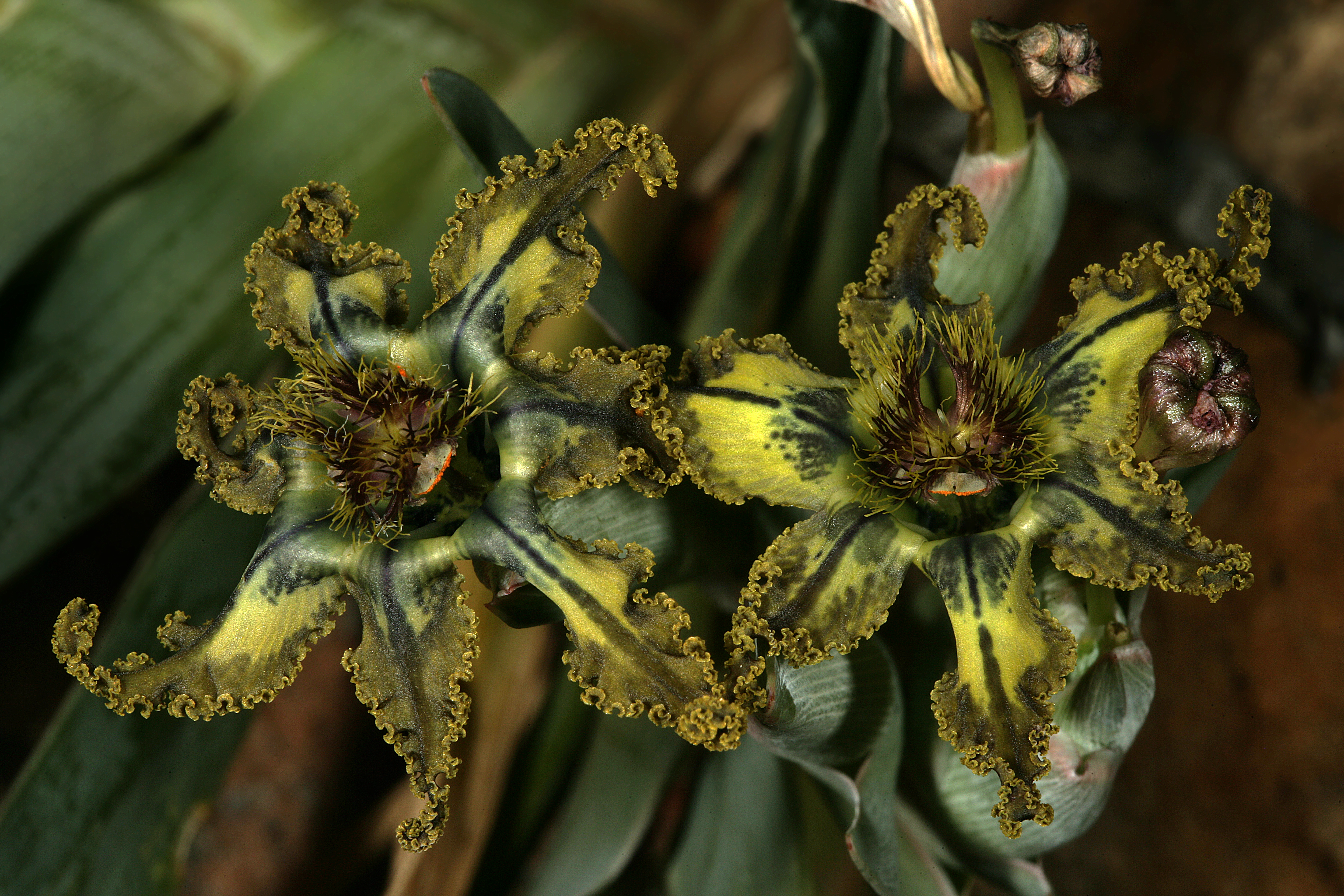
Ferraria variabilis

Ferraria – rodzaj roślin należący do rodziny kosaćcowatych (Iridaceae). Obejmuje 13–18 gatunków. Rośliny te występują w tropikalnej Afryce (4 gatunki) i w jej południowej części (15 gatunków), głównie w zachodniej części Afryki Południowej, na obszarach gdzie występują opady w okresie zimowym i susze latem. Niektóre gatunki uprawiane są jako ozdobne ze względu na efektowne kwiaty, mimo że są one nietrwałe i wydzielają nieprzyjemny zapach. Rozprzestrzenione, okazują się na niektórych obszarach inwazyjne – np. gatunek Ferraria crispa stał się chwastem w Australii.

## Morfologia
PokrójByliny ze spłaszczonymi, czasem dyskowatymi bulwocebulami pozbawionymi tuniki. Nowe bulwocebule powstają co roku z nasady pędu. Pozostałości tych z poprzednich lat zachowują się poniżej jako twarde, dyskowate, nie do końca zabsorbowane człony. Pęd kwiatostanowy jest prosto wzniesiony i na przekroju okrągły.
LiścieDolne wykształcone są w postaci łuskowatych katafili. Asymilacyjne mają blaszkę liściową równowąską, u nasady z pochwą.
KwiatyOkwiat efektowny, wielobarwny (także w obrębie tych samych gatunków). Listki w części nasadowej z miodnikami, poza tym płatki często z różnobarwnymi wzorami. Pręciki są trzy. Zalążnia jest osadzona na krótszej lub dłuższej szypułce. Szyjka słupka cienka, na szczycie z trzema płatkowatymi zakończeniami, każde rozcięte dodatkowo na dwie łatki.
OwoceTrójkomorowe, różnokształtne torebki.

## Systematyka
Rodzaj z plemienia Irideae, z podrodziny Iridoideae z rodziny kosaćcowatych (Iridaceae). Z analiz molekularnych wynika, że są to rośliny siostrzane dla rodzaju Moraea, z którym tworzą z kolei klad siostrzany dla rodzajów Dietes i Bobartia.
Wykaz gatunków
- Ferraria brevifolia G.J.Lewis
- Ferraria crispa Burm.
- Ferraria densipunctulata M.P.de Vos
- Ferraria divaricata Sweet
- Ferraria ferrariola (Jacq.) Willd.
- Ferraria foliosa G.J.Lewis
- Ferraria glutinosa (Baker) Rendle
- Ferraria kamiesbergensis M.P.de Vos
- Ferraria macrochlamys (Baker) Goldblatt & J.C.Manning
- Ferraria ovata (Thunb.) Goldblatt & J.C.Manning
- Ferraria schaeferi Dinter
- Ferraria uncinata Sweet
- Ferraria variabilis Goldblatt & J.C.Manning